# Neuvy-Saint-Sépulchre
Neuvy-Saint-Sépulchre és un municipi francès, situat al departament de l'Indre i a la regió de Centre – Vall del Loira. L'any 2007 tenia 1.662 habitants.

## Demografia

### Població
El 2007 la població de fet de Neuvy-Saint-Sépulchre era de 1.662 persones. Hi havia 767 famílies, de les quals 267 eren unipersonals (114 homes vivint sols i 153 dones vivint soles), 252 parelles sense fills, 173 parelles amb fills i 75 famílies monoparentals amb fills.
La població ha evolucionat segons el següent gràfic:
Habitants censats

### Habitatges
El 2007 hi havia 1.008 habitatges, 782 eren l'habitatge principal de la família, 94 eren segones residències i 132 estaven desocupats. 934 eren cases i 70 eren apartaments. Dels 782 habitatges principals, 557 estaven ocupats pels seus propietaris, 211 estaven llogats i ocupats pels llogaters i 14 estaven cedits a títol gratuït; 7 tenien una cambra, 74 en tenien dues, 174 en tenien tres, 197 en tenien quatre i 330 en tenien cinc o més. 418 habitatges disposaven pel capbaix d'una plaça de pàrquing. A 354 habitatges hi havia un automòbil i a 329 n'hi havia dos o més.

### Piràmide de població
La piràmide de població per edats i sexe el 2009 era:
| Homes | Edats   | Dones |
| ----- | ------- | ----- |
| 0     | 95 o +  | 0     |
| 4     | 90 a 94 | 8     |
| 8     | 85 a 89 | 32    |
| 20    | 80 a 84 | 20    |
| 44    | 75 a 79 | 52    |
| 60    | 70 a 74 | 84    |
| 28    | 65 a 69 | 36    |
| 48    | 60 a 64 | 52    |
| 28    | 55 a 59 | 40    |
| 104   | 50 a 54 | 64    |
| 68    | 45 a 49 | 88    |
| 40    | 40 a 44 | 32    |
| 44    | 35 a 39 | 40    |
| 84    | 30 a 34 | 44    |
| 60    | 25 a 29 | 52    |
| 40    | 20 a 24 | 36    |
| 60    | 15 a 19 | 40    |
| 24    | 10 a 14 | 24    |
| 36    | 5 a 9   | 64    |
| 28    | 0 a 4   | 24    |

## Economia
El 2007 la població en edat de treballar era de 998 persones, 736 eren actives i 262 eren inactives. De les 736 persones actives 674 estaven ocupades (370 homes i 304 dones) i 62 estaven aturades (30 homes i 32 dones). De les 262 persones inactives 147 estaven jubilades, 41 estaven estudiant i 74 estaven classificades com a «altres inactius».

### Ingressos
El 2009 a Neuvy-Saint-Sépulchre hi havia 794 unitats fiscals que integraven 1.692 persones, la mediana anual d'ingressos fiscals per persona era de 16.043 €.

### Activitats econòmiques
Dels 96  establiments que hi havia el 2007, 3 eren d'empreses alimentàries, 1 d'una empresa de fabricació de material elèctric, 4 d'empreses de fabricació d'altres productes industrials, 16 d'empreses de construcció, 21 d'empreses de comerç i reparació d'automòbils, 6 d'empreses de transport, 7 d'empreses d'hostatgeria i restauració, 2 d'empreses d'informació i comunicació, 4 d'empreses financeres, 5 d'empreses immobiliàries, 6 d'empreses de serveis, 12 d'entitats de l'administració pública i 9 d'empreses classificades com a «altres activitats de serveis».
Dels 30 establiments de servei als particulars que hi havia el 2009, 1 era una gendarmeria, 1 oficina de correu, 1 una oficina bancària, 4 tallers de reparació d'automòbils i de material agrícola, 2 paletes, 1 guixaire pintor, 3 fusteries, 3 lampisteries, 3 electricistes, 5 perruqueries, 1 veterinari, 4 restaurants i 1 agència immobiliària.
Dels 13 establiments comercials que hi havia el 2009, 2 eren botigues de més de 120 m², 1 una botiga de més de 120 m², 3 fleques, 2 carnisseries, 1 una peixateria, 1 una botiga de roba, 1 una sabateria, 1 una botiga de material de revestiment de parets i terra i 1 una joieria.
L'any 2000 a Neuvy-Saint-Sépulchre hi havia 67 explotacions agrícoles que ocupaven un total de 2.805 hectàrees.

## Equipaments sanitaris i escolars
El 2009 hi havia 1 farmàcia i 1 ambulància.
El 2009 hi havia 1 escola maternal i 1 escola elemental. Neuvy-Saint-Sépulchre disposava d'un col·legi d'educació secundària amb 191 alumnes.

## Poblacions més properes
El següent diagrama mostra les poblacions més properes.